# جوزيه غاريدو (لاعب كرة قدم)
جوزيه أنطونيو روشا غاريدو (بالبرتغالية: José António Rocha Garrido)، (11 يوليو 1960 - 9 نوفمبر 2024)، هو لاعب ومدرب كرة قدم برتغالي سابق.
و قد درب نادي كاظمة في موسم 2006/2007، وقادهم إلى الفوز في كأس الخرافي وكأس سوبر الحساوي، وحصلوا على المركز الثاني في الدوري الكويتي وكأس ولي العهد، وقد وقع عقد مع نادي القادسية الكويتي ليدربه في موسم 2007/2008 بمبلغ وقدره 316 ألف دولار أمريكي، وقد حصل معهم على بطولة كأس الاتحاد الكويتي 2007/2008، وحل في المركز الثاني في بطولتي كأس ولي العهد والدوري الكويتي 2007/2008، وحل بالمركز الثالث في كأس الأمير 2007/2008، وتأهلوا إلى الدور الربع نهائي من دوري أبطال آسيا 2008، ولكن نادي القادسية الكويتي لم يجدد عقده لموسم 2008/2009.
في 11 يونيو 2008، تم تداول خبر بأنه اقترب من تدريب نادي الإسماعيلي المصري ، وقد طلب 40 ألف دولار كراتب شهري له في حال تدريبه لهم. وفي 13 يونيو 2008، أعلن نادي الرفاع البحريني عن توقيع عقد معه ليدربهم في موسم 2008/2009.

## الوفاة
توفي غاريدو في 9 نوفمبر 2024 عن عمر ناهز الرابعة والستين.

## وصلات خارجية
- جوزيه أنطونيو غاريدو على موقع قاعدة بيانات كرة القدم.إي يو (الإنجليزية)
- جوزيه أنطونيو غاريدو على موقع Soccerway.com (الإنجليزية)
- جوزيه أنطونيو غاريدو على موقع عالم كرة القدم.نت (الإنجليزية)